# Daniel Podence
Daniel Castelo Podence (ur. 21 października 1995 w Oeiras) – portugalski piłkarz, występujący na pozycji pomocnika w saudyjskim klubie Al-Shabab. Były młodzieżowy reprezentant Portugalii

## Kariera klubowa

### Sporting i Moreirense
Daniel Podence urodził się w mieście Oeiras i jego pierwszym klubem był mający siedzibę w tym mieście Belenenses. Przed swoimi dziesiątymi urodzinami przeniósł się do szkółki Sportingu. Swój debiut zaliczył 3 lutego 2013 roku w rezerwach tego klubu, w drugiej lidze portugalskiej w meczu przeciwko rezerwom klubu C.S. Marítimo zmieniając w końcówce spotkania Brumę.
Swój debiut w seniorskiej drużynie zaliczył 29 grudnia 2014 roku w meczu przeciwko Vitória SC wygranym 2–0 w Pucharze Ligi Portugalskiej. W 2016 roku został wypożyczony do klubu Moreirense do końca trwającego sezonu. 17 września tego samego roku zadebiutował w Primeira Liga w przegranym 0–2 meczu przeciwko GD Estoril Praia. 29 października strzelił swojego pierwszego gola w wygranym 2–1 meczu z CD Tondela. W 2017 roku razem z drużyną zdobył Puchar Ligi Portugalskiej pokonując w finale klub SC Braga 1–0.
29 stycznia 2017 roku, ówczesny trener Sportingu Jorge Jesus sprowadził zawodnika do klubu z wypożyczenia. 1 czerwca 2018 roku zerwał kontrakt z klubem.

### Olympiakos
9 lipca 2018 roku przeszedł do greckiego klubu Olpympiakos podpisując pięcioletni kontrakt. W drużynie zadebiutował w wygranym 4–0 meczu przeciwko FC Luzern w trzeciej rundzie kwalifikacyjnej Ligi Europy i niecały miesiąc później strzelił swojego pierwszego gola w zremisowanym 1–1 meczu przeciwko Burnley również w Lidze Europy. Swój pierwszy sezon w lidze greckiej zakończył z ośmioma bramkami, a Olympiakos zajął drugie miejsce.

### Wolverhamton Wanderers
30 stycznia 2020 roku przeszedł do angielskiego klubu Wolverhampton Wanderers. Kwota transferu wyniosła około 17 milionów euro. Swój debiut w drużynie zaliczył parę dni później, w zremisowanym 0–0 meczu przeciwko Machesterowi United na Old Trafford. Pierwszy mecz w Premier League zagrał 12 lipca 2020 roku przeciwko Evertonowi w meczu przegranym 3–0. Swojego pierwszego gola w lidze strzelił w meczu przeciwko Crystal Palace wygranym przez „Wilki” 2–0.

## Kariera reprezentacyjna
We wrześniu 2019 roku został powołany do seniorskiej reprezentacji Portugalii na mecze z Serbią i Litwą w ramach eliminacji do Mistrzostw Europy 2020. Swój debiut w reprezentacji zaliczył jedenaście miesięcy później w meczu przeciwko Szwecji w ramach Ligi Narodów, zmieniając w końcówce spotkania João Félixa.

## Sukcesy

### Sporting CP
- Puchar Portugalii: 2014/2015
- Puchar Ligi Portugalskiej: 2017/2018

### Moreirense
- Puchar Ligi Portugalskiej: 2016/2017

### Olympiakos
- Mistrzostwo Grecji: 2019/2020
- Liga Konferencji: 2023/2024

### Wyróżnienia
- Drużyna sezonu Superleague Ellada: 2018/2019[22]